# Гельмім — Уед-Нун
Гельмім — Уед-Нун (араб. كلميم-وادي نون; бербер. ⴳⵓⵍⵎⵉⵎ ⴰⵙⵉⴼ ⵏⵓⵏ ) — один із дванадцяти регіонів Марокко. Частково розташований на спірній території Західної Сахари. Невелика частка регіону де-факто контролюється Сахарською Арабською Демократичною Республікою. Населення за переписом 2014 року становить 433 757 осіб.  Адміністративний центр — Гельмім.

## Основні дані
Назва регіону походить від назви його адміністративного центра, Гельміма, та  найбільшої річки, Уед-Нун.
Регіон Гельмім — Уед-Нун був утворений у вересні 2015 року шляхом об'єднання провінції Сіді-Іфні, що входила до колишнього регіону Сусс — Масса — Драа, з трьома провінціями колишнього регіону Гельмім — Ес-Семара.
Гельмім — Уед-Нун складається з чотирьох провінцій.

## Географія
Регіон Гельмім — Уед-Нун межує з двома іншими регіонами Марокко: Сус — Массою на північному сході та Ель-Аюн — Сагія-ель-Хамрою на півдні. На сході межує з алжирською провінцією Тіндуф, а на південному сході — з регіоном Тірис-Земмур у Мавританії. На північному заході омивається Атлантичним океаном.
Регіон поділяється навпіл нижнею течією річки Драа, що тече зі сходу на захід. Головне місто, Гельмім, і річка Нун розташовані на півночі регіону. Частина захисної Марокканської стіни розташована в південно-східному куті регіону: територія на схід від неї контролюється Полісаріо.